# لا أرى شرا 2 (فلم)
لا أرى شرا 2 (بالإنجليزية: See no evil 2) فيلم رعب من نوع التقطيع، انتج في الولايات المتحدة وصدر سنة 2014، من بطولة كين وهو الجزء الثاني من سلسلة أفلام لا أرى شرا.

## القصة
ينهض «جاكوب جودنايت» من مشرحة الموتى في المدينة، بعدما تم قتله إثر ارتكابه مذبحة دموية في فندق «بلاكويل». يعرض الفيلم ما يحدث تحت الأرض في حجرة الموتى السرية والمشئومة، حيث يقاتل مجموعة من طلاب الطب من أجل النجاة من هذا المختل المجنون الذي يبدأ مرة أخرى في النيل منهم واحدا تلو الآخر.

## وصلات خارجية
- مقالات تستعمل روابط فنية بلا صلة مع ويكي بيانات

لا ارى شرا 2 على IMDb
لا ارى شرا 2 على Rotten Tomatos